# Nationalist People’s Coalition
Die Nationalist People’s Coalition (englisch für Filipino Koalisyong Makabayan ng Bayan; „Nationalistische Volkskoalition“) oder abgekürzt NPC ist eine konservative politische Partei auf den Philippinen, die im Jahre 1992 vom Präsidentschaftskandidaten Eduardo „Danding“ Cojuangco junior aus ehemaligen Mitgliedern der Partido Nacionalista gegründet wurde.
Die Nationalist People’s Coalition hat 2 von 24 Sitzen im Senat und 39 von 292 im Repräsentantenhaus. Die Partei stellt 13 der 80 Provinzgouverneure, 12 der 80 Vizegouverneure und 104 der 926 Mitglieder in allen Provinzdirektorien (Sangguniang Panlalawigan).
Der Parteiführer der NPC ist Eduardo Cojuangco junior, Parteipräsident ist Frisco San Juan, Vorsitzender ist Faustino Dy Jr. und der Generalsekretär Michael John Duavit. Hauptquartier der Partei ist die Stadt Pasig. Die offizielle Parteifarbe ist grün, die Parteizeitung ist die NPC Herald und der Jugendflügel nennt sich NPC Youth.